# المرشد الوجيز إلى علوم تتعلق بالكتاب العزيز
المرشد الوجيز إلى علوم تتعلق بالكتاب العزيز، تأليف أبي  شامة المقدسي، ألفه لأهل القرآن المعتنين بالقراءات، ويذكر فيه بعض العلوم المتعلقة بالقرآن الكريم، خصوصا بيان معنى القراءات وضوابطها، والكلام على حديث إنزال القرآن على سبعة أحرف، وشرح المراد منه بالتفصيل.
ويعتبر الكتاب من أهم الكتب وأجمعها في بيان معنى القراءات والكلام على حديث نزول القرآن على سبعة أحرف.
وقد طبع الكتاب طبعتان.

## الكتاب والمؤلف
المرشد الوجيز إلى علوم تتعلق بالكتاب العزيز.
المؤلف: عبد الرحمن بن إسماعيل المقدسي المعروف بأبي شامة.
ولد بدمشق سنة 599هـ. 
وحفظ القرآن وأتقن القراءات، ودرس علوم الحديث والفقه وأصوله، وسافر إلى مصر ومكة وبيت المقدس، وأخذ عن العلماء بها، حتى تمكن في العلوم، وتولى التدريس بالمدرسة الأشرفية بدمشق.
من شيوخه: علم الدين السخاوي، وابن قدامة المقدسي، وابن الصلاح.
من تلاميذه: ابنه محمد، وشرف الدين الفزاري، وأحمد الأسعردي.
من مؤلفاته: المرشد الوجيز إلى علوم تتعلق بالكتاب العزيز، الروضتين في أخبار الدولتين، الباعث على إنكار البدع والحوادث، إبراز المعاني في شرح الشاطبية.
وكان فقيها مجتهدا مقرئا نحويا مؤرخا متواضعا.
توفي في 19 رمضان سنة 665هـ.

## زمن تأليف الكتاب
جاء في إحدى نسخ الكتاب المخطوطة أن المؤلف فرغ من تصنيفه يوم الأحد الحادي عشر من ربيع الأول سنة 654هـ.

## سبب التأليف
ذكر المؤلف في المقدمة أنه صنف هذا الكتاب لأهل القرآن الذين يعتنون بالقراءات ولا يعرفون معناها، ولا يدركون المراد بحديث (أنزل القرآن على سبعة أحرف).
وكذلك لا يعلمون ما يتعلق بكتابة القرآن وجمعه، فأراد أن يبين لهم ذلك في هذا الكتاب.

## موضوع الكتاب
بين المؤلف في المقدمة أن كتابه هذا يهم دارسي القراءات السبع، وموضوعه الأساس هو بيان معنى قول النبي صلى الله عليه وسلم: (أنزل القرآن على سبعة أحرف) وما يتعلق بكتابة القرآن وجمعه، والفرق بين القراءات الشواذ وغيرها، وبيان الضابط في ذلك.
ثم ذكر أنه جعل الكتاب في ستة أبواب:
الباب الأول في البيان عن كيفية نزول القرآن وتلاوته وذكر حفاظه في ذلك الأوان.
الباب الثاني في جمع الصحابة رضي الله عنهم القرآن وإيضاح ما فعله أبو بكر وعمر وعثمان رضي الله عنهم.
الباب الثالث في معنى قول النبي صَلَّى اللَّهُ عَلَيْهِ وَسَلَّمَ: «أنزل القرآن على سبعة أحرف»، وشرح ذلك من كلام كل مصنف منصف.
الباب الرابع في معنى القراءات السبع المشهورة الآن وتعريف الأمر في ذلك كيف كان.
الباب الخامس في الفصل بين القراءة الصحيحة القوية والشاذة الضعيفة المروية.
الباب السادس في الإقبال على ما ينفع من علوم القرآن والعمل بها، وترك التعمق في تلاوة ألفاظه والغلو بسببها.

## أهمية الكتاب
يعتبر الكتاب من أهم الكتب في بيان معنى حديث «أنزل القرآن على سبعة أحرف» ومن أجمع المصنفات في الكلام عليه، حيث إنه قد كتب بعض المصنفين في هذا، لكن هذا الكتاب يعتبر أحسنها وأجمعها. كما أن المؤلف من المتمكنين في هذا العلم في زمانه، وله مؤلفات تشهد ببراعته وإتقانه.

## نموذج من الكتاب
قال في الباب الرابع: وقد ظن جماعة ممن لا خبرة له بأصول هذا العلم أن قراءة هؤلاء الأئمة السبعة هي التي عبر عنها النبي صَلَّى اللَّهُ عَلَيْهِ وَسَلَّمَ بقوله: «أُنزل القرآن على سبعة أحرف»، فقراءة كل واحد من هؤلاء حرف من تلك الأحرف، ولقد أخطأ من نسب إلى ابن مجاهد أنه قال ذلك.
قال أبو طاهر عبد الواحد بن أبي هاشم: «رام هذا الغافل مطعنا في أبي بكر شيخنا، فلم يجده، فحمله ذلك على أن قوله قولا لم يقله هو ولا غيره، ليجد مساغا إلى ثلبه، فحكى عنه أنه اعتقد أن تفسير معنى قول النبي صَلَّى اللَّهُ عَلَيْهِ وَسَلَّمَ: «أُنزل القرآن على سبعة أحرف» أن تلك السبعة الأحرف هي قراءة السبعة القراء الذين ائتم بهم أهل الأمصار، فقال على الرجل إفكا واحتقب عارا، ولم يحظ من أكذوبته بطائل، وذلك أن أبا بكر رحمه الله كان أيقظ من أن يتقلد مذهبا لم يقل به أحد، ولا يصح عند التفتيش والفحص».
«وذلك أن أهل العلم قالوا في معنى قوله عليه السلام: «أُنزل القرآن على سبعة أحرف»: إنهن سبع لغات، بدلالة قول ابن مسعود رضي الله عنه وغيره: إن ذلك كقولك هلم وتعال وأقبل».

## طبعات الكتاب
طبع الكتاب طبعتان:
الأولى بتحقيق طيار قولاج، وطبعت في دار صادر ببيروت سنة 1395هـ - 1975م.
الثانية بتحقيق وليد الطبطبائي، ونشرته مكتبة الإمام الذهبي بالكويت عام 1414هـ - 1993م.